# Große Burgstraße 26 (Plau am See)

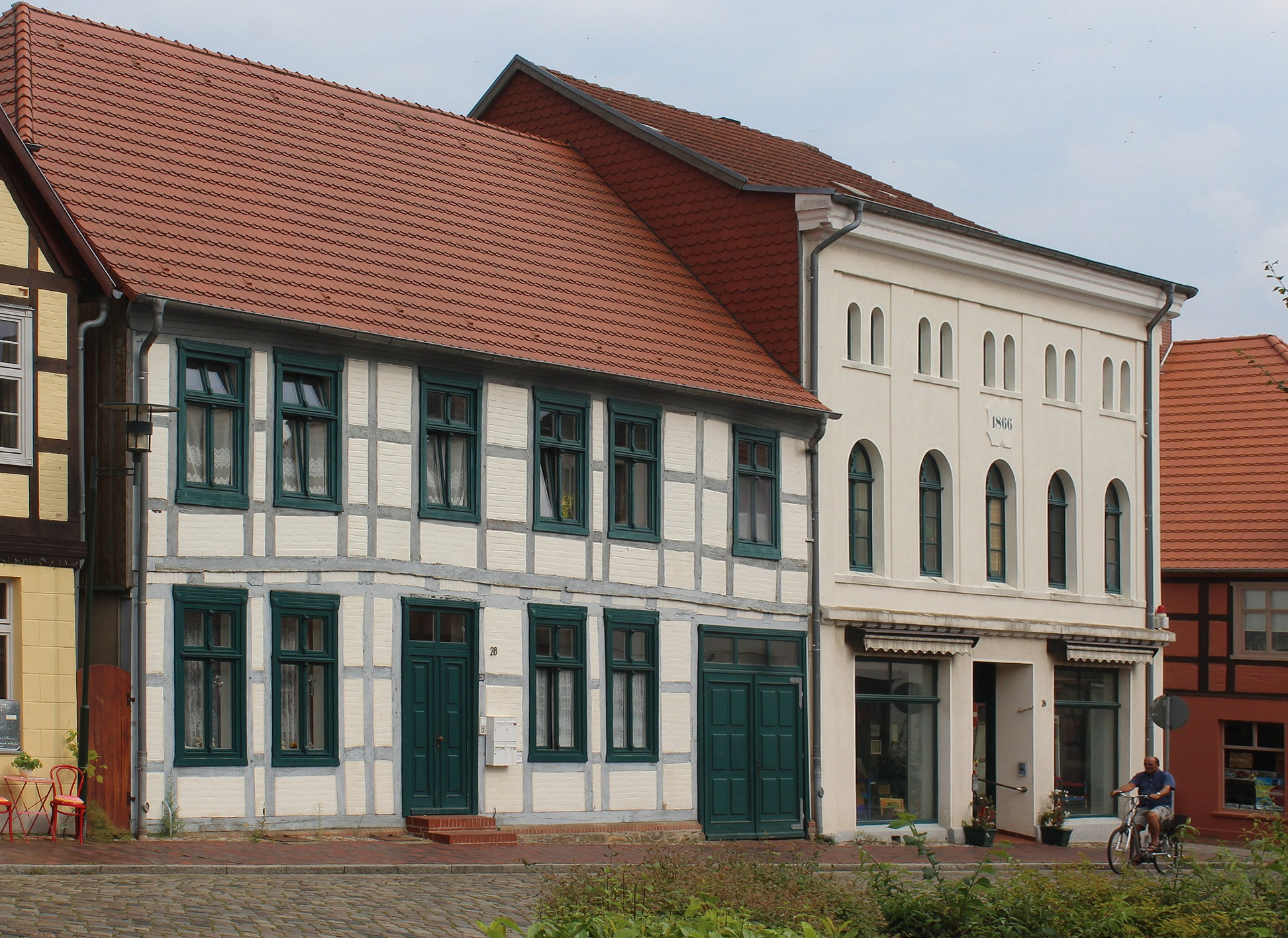
Nr. 26 rechrts, Nr. 28 links

Das Wohn- und Geschäftshaus Große Burgstraße 26 in Plau am See (Mecklenburg-Vorpommern) an der Ecke zur Kleinen Burgstraße wurde im 19. Jahrhundert gebaut.
Das Gebäude steht unter Denkmalschutz.

## Geschichte
Plau am See ist im 13. Jahrhundert entstanden und wurde 1235 erstmals als Stadt erwähnt.
Das dreigeschossige verputzte weiße ehemalige Kaufhaus mit einem Walmdach und den rundbogigen Fenstern wurde 1866 gebaut. Die Fassade mit den Schaufenstern ist später mehrfach verändert worden. In dem im Rahmen der Städtebauförderung um 1993/94 sanierten Gebäude befinden sich ein Atelier und eine Wohnung.